# Noé Sprunger
Noé Sprunger  (* 14. März 2000) ist ein Schweizer Unihockeyspieler, der beim Nationalliga-A-Verein UHC Waldkirch-St.Gallen unter Vertrag steht.

## Karriere
Sprunger debütierte 2018 in der ersten Mannschaft von Floorball Fribourg.
Auf die Saison 2021/22 wechselte Sprunger zum Nationalliga-A-Verein UHC Waldkirch-St.Gallen.